# Willem II van Cerdagne
Willem II Jordan, ook wel Willem II van Cerdagne (overleden juli 1109) was de graaf van Berga vanaf 1094, graaf van Cerdagne vanaf 1095, en regent van het graafschap Tripoli vanaf 1105. 
Hij was een zoon van Willem I van Cerdagne en Sacha, dochter van Raymond Berengarius I van Barcelona. Willem vergezelde Raymond IV van Toulouse, een van de leiders van de Eerste Kruistocht naar het Heilige land. Raymond overleed in het Midden-Oosten in 1105, waarbij zijn pasgeboren zoon Alfons Jordan achterbleef als 'heer' van Mons Peregrinus en Tartus en (nominaal) graaf van Tripoli, dat nog niet veroverd was door de kruisvaarders. Omdat Alfons Jordan nog een kind was, kozen Raymonds soldaten voor Willem Jordan als regent.
In Toulouse was Raymonds oudste zoon Bertrand van Toulouse regent in zijn afwezigheid. De baronnen en andere edelen verkozen echter Raymonds pasgeboren zoon Alfons boven Bertrand. Bertrand werd feitelijk verstoten uit Toulouse, en reisde via Italië naar het Heilig Land. Aangekomen in 1108 eiste hij meteen het kasteel Pelgrimsberg (Mons Peregrinus) op, en maakte vervolgens ruzie met Willem Jordan over de erfrechten. Willem wist de steun van de regent van Antiochië, Tancred van Galilea te krijgen, terwijl Bertrand zich tot Boudewijn I van Jeruzalem wendde om dit probleem op te lossen. Vervolgens stonden Boudewijn I, Boudewijn II van Edessa en Jocelin van Courtenenay achter Bertrand omdat hij een nakomeling van Raymond IV van Toulouse was, en werden Willem Jordan en Tancred gedwongen om een compromis te sluiten. Uiteindelijk werd besloten dat het nog niet geheel veroverde graafschap Tripoli verdeeld moest worden tussen de twee heren.
Nadat het dispuut opgelost was veroverden de kruisvaarders de stad Tripoli (zie ook Beleg van Tripoli) met de hulp van een Genuese vloot. Op 12 juli 1109 werd het graafschap een feit, maar korte tijd later (rond eind juli) overleed Willem Jordan aan de gevolgen van een pijlwond in zijn schouder, opgelopen tijdens het beleg.